# Mineral Springs (Carolina del Nord)
Mineral Springs è un comune degli Stati Uniti d'America, situato in Carolina del Nord, nella contea di Union.